# Zo kan het ook
Zo kan het ook is een televisieprogramma van de Evangelische Omroep (EO). In het programma worden verschillende dilemma's behandeld door presentatrice Carla van Weelie. Het programma had tot 2005 de naam Na de diagnose. In het programma worden verschillende dilemma's behandeld.